# Émile Capgras
Pour les articles homonymes, voir Capgras.
Émile Capgras, né le 5 juin 1926 au Robert (Martinique) et mort le 13 août 2014 à Fort-de-France (Martinique) à l'âge de 88 ans, est un homme politique français, président du Conseil régional de la Martinique de 1992 à 1998,.

## Biographie
Émile Capgras est le fils unique d'une couturière et d'un charpentier du Robert. Il suit l'école primaire jusqu'à ce qu'il obtienne son certificat d'étude à treize ans. Il devient ensuite apprenti chaudronnier à l'Usine du Robert et le restera jusqu'en 1946. En 1952 il prend le rôle de Léoncine dans la pièce de théâtre Aurore de la liberté, basée sur le livre Youma (1890) de Lafcadio Hearn. Cette pièce est écrite et dirigée par Suzanne Césaire, et son texte est désormais consideré perdu. 
Après son service militaire, il entre aux PTT. Il s'engage alors dans le syndicalisme, au point de devenir le secrétaire général du syndicat CGTM des PTT. Il est notamment l'un des leaders de la grève pour obtenir l'égalité entre fonctionnaires « locaux » et « métropolitains ». Il prend sa retraite en 1990.

En parallèle à son engagement syndical, il est membre du Parti communiste martiniquais où il entre au comité central en 1968. En 1992, il est élu  président du Conseil régional de la Martinique au bénéfice de l'âge. Il est aussi conseiller municipal du Robert à partir de 1983, et 1er adjoint 1995 à 1998. Lors des élections régionales de 1998, le PCM fait alliance avec le MODEMAS en présentant une liste commune intitulée « Sanblé Pou Matinik » et pilotée par Émile Capgras ; la liste ne parviendra pas à dépasser la barre des 5 %. Émile Capgras se retire alors de toute activité politique publique, mais reste membre du PCM.